# R Лиры
R Лиры — полуправильная переменная звезда в созвездии Лиры. Это — холодный (< 3,500 K) красный гигант, меняющий блеск в пределах от 4,0m до 5,0m. Средний период близок к 50 дням, хотя в отдельных случаях между очередными максимумами и минимумами интервалы времени могут быть иными. Звезда существенно ярче и больше Солнца, но холоднее его. Относится к классу полуправильных переменных звезд. Эту звезду нельзя путать с переменной звездой RR Лиры.